# Cayetano Saporiti
Cayetano Saporiti (14. januar 1887 – 1954) var en uruguayansk fodboldspiller (målmand), der med Uruguays landshold vandt guld ved to sydamerikanske mesterskaber, i henholdsvis 1916 og 1917. Det var samtidig de to første gange uruguayanerne vandt turneringen. Han spillede i alt 50 landskampe.
Saporiti spillede på klubplan for Montevideo Wanderers i hjemlandet. Her var han med til at vinde to uruguayanske mesterskaber.

## Titler
Primera División Uruguaya
- 1906 og 1908 med Montevideo Wanderers

Sydamerika-Mesterskabet (Copa América)
- 1916 og 1917 med Uruguay